# Sandpoint
Sandpoint ist eine Stadt im sogenannten Idaho Panhandle im Norden des US-Bundesstaates Idaho. Im Jahr 2000 hatte die Stadt 6835 Einwohner. Sandpoint gehört zum Bonner County, dessen County Seat die Stadt innehat. Sandpoint ist der Geburtsort von Sarah Palin, die an der Seite von John McCain für das Amt der Vizepräsidentin bei der Präsidentschaftswahl in den Vereinigten Staaten 2008 kandidiert hat.

## Geschichte
Die Flathead, speziell die Kalispel und die Kootenai schlugen ihre Sommerdörfer am Ufer des Lake Pend Oreille auf, wo sie fischten, Körbe aus Zedern machten und Beeren sammelten, bevor sie im Herbst in ihre Winterquartiere im heutigen Montana oder heutigen Washington abwanderten. Diese jährlich wiederkehrende Wanderung endete vor Beginn der 1930er Jahre.
Während der 1880er Jahre brachte der Bau der Northern Pacific Railroad europäische und chinesische Siedler in die Gegend.
Im August 1888 besuchte der damals neunundzwanzigjährige Autor und Zivilangestellte Theodore Roosevelt Sandpoint auf einer Jagdreise in die Selkirk Mountains und beschrieb diesen Aufenthalt. Roosevelt beschrieb „Sand Point“ als wild und ungezähmt.
Sandpoint wurde 1898 als City registriert.
Die Holzfällerei und der Eisenbahnbau trieben die Wirtschaft des Ortes für fast ein Jahrzehnt voran, als die Holzfäller von der bereits weitgehend abgeholzten Region der Großen Seen nach Idaho kamen. Verschiedene Unternehmen sind seit 1896 in der Region tätig, andere haben ihren Betrieb mittlerweile eingestellt. Am bekanntesten von diesen Unternehmen war die „Humbird Lumber Company“, die von 1900 bis etwa 1944 aktiv war. Die Holzfirmen kauften das Land von der Eisenbahngesellschaft und errichteten in Sandpoint und im benachbarten Kootenai große Sägewerke. Stichbahnen, die diesen Holzfällerunternehmen gehörten, erstreckten sich in Nebentäler, etwa am Grouse Creek oder am Gold Creek. Obwohl der Baumbestand in der Gegend nicht völlig abgeholzt wurde, litt Humbird Lumber an den niedrigen Preisen infolge der Weltwirtschaftskrise und musste schließlich die Tätigkeit einstellen.
Land- und Weidewirtschaft wurden der drittwichtigste Wirtschaftsfaktor, bevor der Lake Pend Oreille in den 1950er Jahren als Ziel für Sport- und Freizeitangler entdeckt wurde. Während des Zweiten Weltkrieges erlebte die örtliche Wirtschaft einen Boom durch die Farragut Naval Station am südwestlichen Ende des Lake Pend Oreille, wo die United States Navy ein Ausbildungszentrum unterhielt.
Die Eröffnung des Tourismusgebietes am Schweitzer Mountain machte 1963 das Gebiet zu einem ganzjährigen Reiseziel. Die Schönheit der umliegenden Selkirk und Cabinet Mountains und der Lake Pend Oreille selbst haben Sandpoint bei Anglern, Wassersportlern, Jägern, Wanderern, Reitern und Skiläufern beliebt gemacht.
Im August 2006 fand in Sandpoint erstmals ein internationales Filmfest statt. Dabei wurden am Strand und im historischen Panida-Theater unabhängige Filme bezeigt und begleitende Diskussionen sowie Workshops abgehalten. Es handelte sich um das erste Filmfest im inneren Nordwesten der Vereinigten Staaten.

## Wirtschaft
Zu den örtlichen Betrieben gehören Litehouse (ein Hersteller für Salatdressing), Coldwater Creek (eine Handelskette für Damenkleidung), Encoder Products und Percussion Aire (ein Hersteller für medizinische Instrumente).
Seit 2002 ist hier Quest Aircraft ansässig. Das Unternehmen stellt ein zehnsitziges einmotoriges Turbo-Prop-Flugzeug her, das insbesondere auf die Bedürfnisse von missionarischen und von Hilfsorganisationen abgestimmt ist, die in abgelegenen Gegenden der Welt operieren.

## Verkehrsanbindung

Sandpoint befindet sich an der International Selkirk Loop und zwei als National Scenic Byways ausgewiesenen Straßen, dem Wild Horse Trail und dem Pend Oreille Scenic Byway.
Die Eisenbahnlinie Amtrak bedient Sandpoint mit dem Empire Builder, der täglichen Verbindung zwischen der Union Station in Chicago (Illinois) und Seattle (Washington)/Portland (Oregon). Die Sandpoint Amtrakstation ist die einzige Haltestelle dieser Bahnlinie in Idaho.
Die Sandpoint Junction Connector Rail Bridge quert den Lake Pend Oreille.

## Sehenswertes und Ausflugsziele
- Das Bonner County Historical Museum zeigt Exponate von den Ureinwohnern des Gebietes, von Pelzhändlern, Dampfschiffen und Eisenbahnen.
- Im Cedar Street Bridge Publik Market gibt es kleine Boutiquen und Ateliers von Kunsthandwerkern.
- Cruises on Lake Pend Oreille bietet Bootsfahrten mit historischen Schiffen an.
- Am Ufer des Sees befinden sich ein öffentlicher Strand, eine Marina und eine Segelschule.
- Die Pend Oreille Winery stellt auf traditionelle Art Weine wie Chardonnay oder Huckleberry Blue her.
- Der Round Lake State Park ist ein Ort für Camping, Wandern, Schwimmen und Wildbeobachtung. Er liegt ungefähr 16 km von Sandpoint entfernt.
- Das Schweitzer Mountain Resort ist im Winter ein Skigebiet und bietet im Sommer Ausritte, Wandermöglichkeiten oder Down-Hill Mountainbiking an. Ein Lift ist ganzjährig in Betrieb.

## Demografie
Zum Zeitpunkt des United States Census 2000 bewohnten Sandpoint 6835 Personen. Die Bevölkerungsdichte betrug 676,7 Personen pro km². Es gab 3188 Wohneinheiten, durchschnittlich 315,6 pro km². Die Bevölkerung Hoquiams bestand zu 96,24 % aus Weißen, 0,12 % Schwarzen oder African American, 1,01 % Native American, 0,41 % Asian, 0,04 % Pacific Islander, 0,47 % gaben an, anderen Rassen anzugehören und 1,71 % nannten zwei oder mehr Rassen. 2,46 % der Bevölkerung erklärten, Hispanos oder Latinos jeglicher Rasse zu sein.
Die Bewohner Sandpoints verteilten sich auf 2873 Haushalte, von denen in 31,7 % Kinder unter 18 Jahren lebten. 40,5 % der Haushalte stellten Verheiratete, 13,8 % hatten einen weiblichen Haushaltsvorstand ohne Ehemann und 41,5 % bildeten keine Familien. 34,5 % der Haushalte bestanden aus Einzelpersonen und in 14,1 % aller Haushalte lebte jemand im Alter von 65 Jahren oder mehr alleine. Die durchschnittliche Haushaltsgröße betrug 2,29 und die durchschnittliche Familiengröße 2,94 Personen.
Die Stadtbevölkerung verteilte sich auf 25,8 % Minderjährige, 9,8 % 18–24-Jährige, 26,9 % 25–44-Jährige, 22,0 % 45–64-Jährige und 15,4 % im Alter von 65 Jahren oder mehr. Das Durchschnittsalter betrug 36 Jahre. Auf jeweils 100 Frauen entfielen 87,4 Männer. Bei den über 18-Jährigen entfielen auf 100 Frauen 83,2 Männer.
Das mittlere Haushaltseinkommen in Sandpoint betrug 32.461 US-Dollar und das mittlere Familieneinkommen erreichte die Höhe von 41.596 US-Dollar. Das Durchschnittseinkommen der Männer betrug 35.533 US-Dollar, gegenüber 20.795 US-Dollar bei den Frauen. Das Pro-Kopf-Einkommen in Sandpoint war 20.643 US-Dollar. 18,0 % der Bevölkerung und 14,9 % der Familien hatten ein Einkommen unterhalb der Armutsgrenze, davon waren 27,9 % der Minderjährigen und 5,1 % der Altersgruppe 65 Jahre und mehr betroffen.

## Persönlichkeiten
- James C. Fry (1897–1982), Generalmajor der United States Army, wurde hier geboren
- Jerry Kramer (* 1936), ehemaliger Right Guard der Green Bay Packers, wuchs hier auf
- Joe Mather, Outfielder der St. Louis Cardinals, wurde hier geboren
- Patrick F. McManus, Schriftsteller, wurde hier geboren
- Sarah Palin (* 1964), ehem. Gouverneurin von Alaska, wurde hier geboren
- Genevieve Pezet (1913–2009), Malerin
- Marilynne Robinson (* 1943), Autorin und Gewinnerin des Pulitzer Prize for Fiction 2005, wurde hier geboren

## Galerie

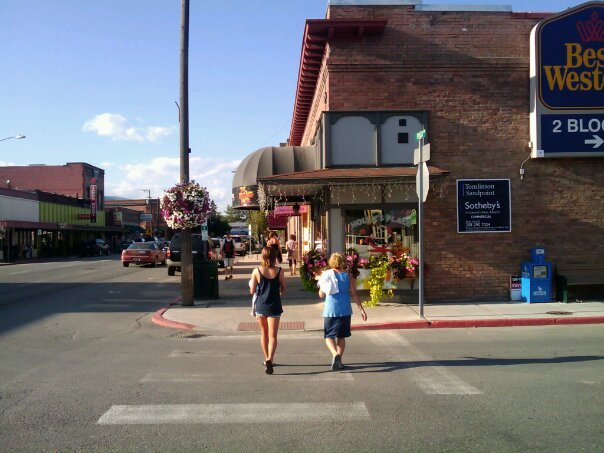
Sandpoint
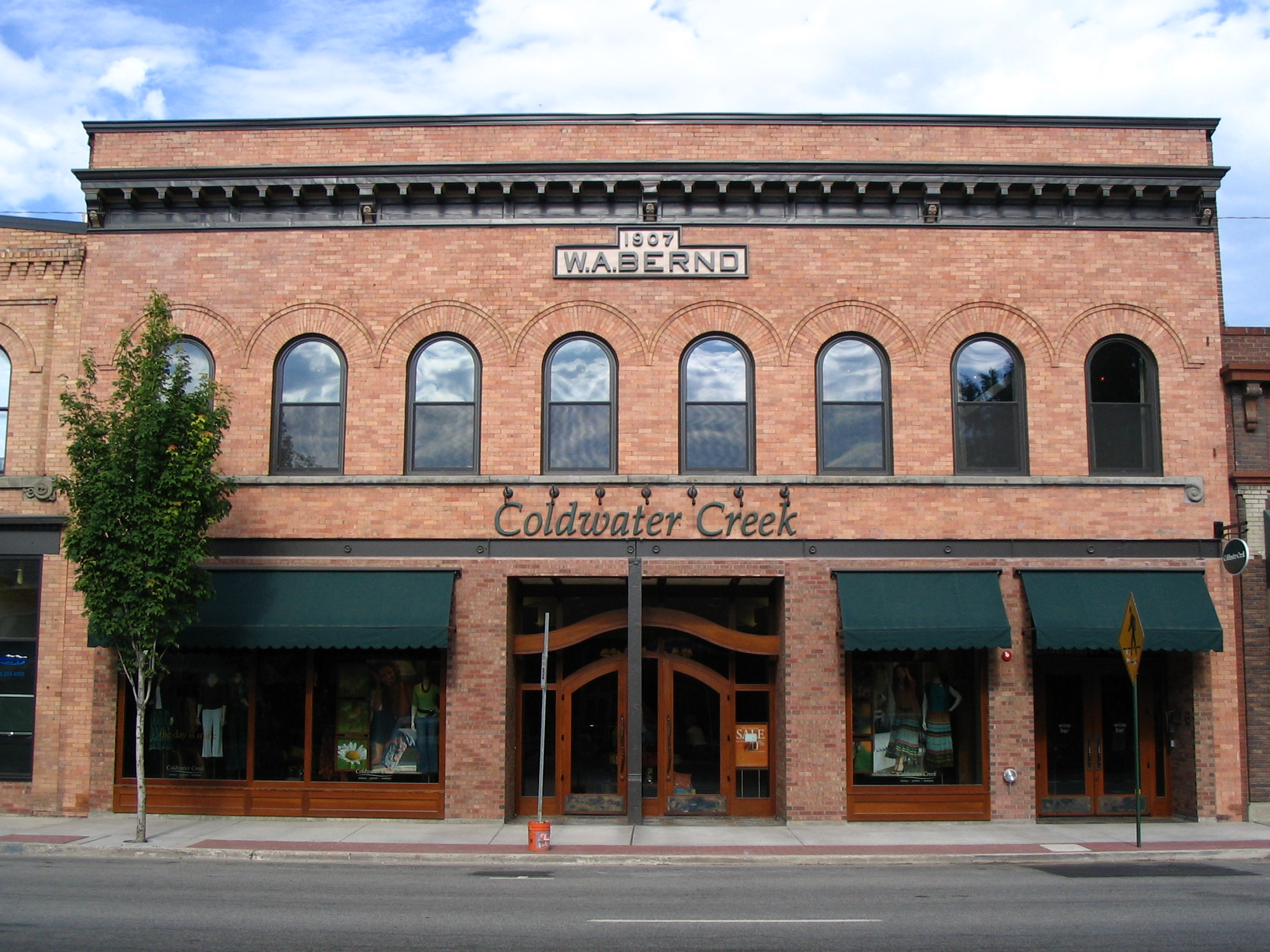
Bernd Gebäude von 1907
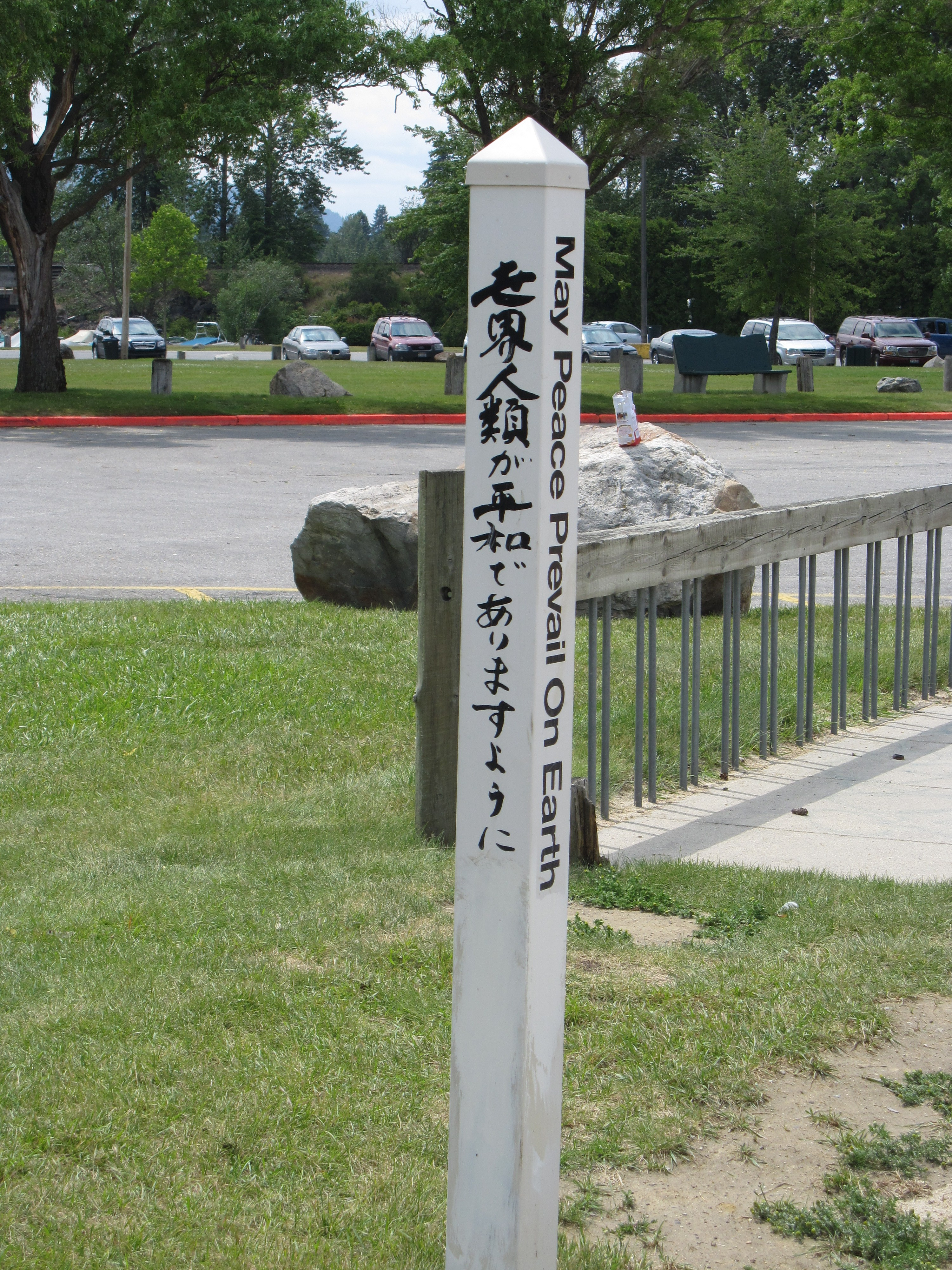
Stele am Strand von Sandpoint vorne
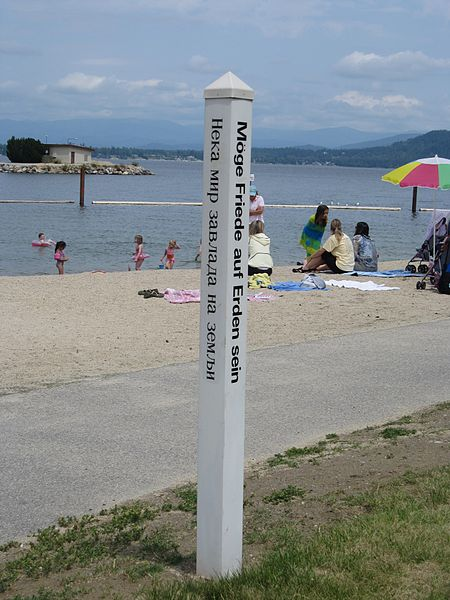
Stele am Strand von Sandpoint hinten